# 恋しさと せつなさと 心強さと
「恋しさと せつなさと 心強さと」（いとしさと せつなさと こころづよさと）は、1994年7月21日にリリースされた篠原涼子の4枚目のシングル。小室哲哉プロデュースにより篠原涼子 with t.komuro名義で発表されている。
本作の発売当時、篠原は東京パフォーマンスドールに在籍中だったため、Epic/Sony Records内に設立された東京パフォーマンスドールのプライベートレーベルCha-DANCEよりリリースされた。
2022年9月17日、原曲を手掛けた小室がリアレンジを行い、篠原がボーカルを新録し、28年ぶりにセルフカバーをした「恋しさと せつなさと 心強さと 2023」がavex traxより配信リリース。2023年9月27日にCDパッケージでリリースされた。

## 制作
篠原が所属していたアイドルグループ・東京パフォーマンスドールに楽曲「キスは少年を浪費する」「ダイヤモンドは傷つかない」など数多く楽曲提供していた小室哲哉は、ライブ会場を何度も訪れては東京パフォーマンスドールのライブの様子を観ていた。スポンサーからは「大物を使ってミリオンを獲得してください」という条件を出されたが、『ダウンタウンのごっつええ感じ』で顔が広くなりつつあった篠原に可能性と潜在能力を見出した。小室は当時の篠原の印象を「東京パフォーマンスドールで活動する姿とバラエティでの姿のギャップがすごい。この子は負けない子だな。くじけないだろうなと思った。」と語っている。
篠原を選んだ理由について、小室は「声の響きがこの曲に合っている」と篠原に説明した。最初は「キーが高くて出ない」と意見したが、小室は「大丈夫、絶対出るから」と何度も説得し、頑張って繰り返したら、その通りのキーが出るようになった。TM NETWORKのライブ『TMN 4001 DAYS GROOVE』の2日目が終わった翌日の夕方に小室はレコーディングスタジオに行き、篠原のボーカル録りに付き添った。これがTMN終了後の小室の初仕事となった。
2021年12月20日、「恋しさと せつなさと 心強さと」のミュージックビデオがSony Musicの公式YouTubeチャンネルで公開。
2022年9月17日、小室がリアレンジを行い、篠原が原曲キーでボーカルを新録してセルフカバーした「恋しさと せつなさと 心強さと 2023」が配信でリリース。12月9日、ミュージックビデオがavexの公式YouTubeチャンネルで公開。
「恋しさと せつなさと 心強さと 2023」が2023年9月27日にCDパッケージでリリース。2024年3月27日に7inchアナログ盤でリリース。
オリジナルの「恋しさと せつなさと 心強さと」CDリリース日（1994年7月21日）からちょうど30年の2024年7月21日に完全生産限定盤で7inchアナログ盤がリリース。

## 音楽性
『ストリートファイターII MOVIE』のタイアップテーマソング制作のオファーを受けた後、当初は主題歌になることを想定して「GooD LucK」を制作していたが、映画のプロデューサーから「TRFの『寒い夜だから…』の出だしみたいに、歌・メロディー・音がいっぺんに入ってくるような曲をお願いします」という注文を受けて、本作を作り上げた。「GooD LucK」はカップリング曲に収録され、映画のエンディングテーマとして使用された。
制作の際に小室がイメージしたキャラクターは春麗であり、そこから「戦う男性を褒めるでもけなすでもなく、とにかく温かく見守る女性。笑顔を見せるのも本当に想っている男性にだけ」という女性像を思い浮かべたという。ただ、実際にはイメージした春麗の登場場面では使用されず、映画を監督した杉井ギサブローの判断で、物語のクライマックスであるリュウとケンが二人がかりでベガと戦う場面に挿入歌として使用されている。
「いとしさ」は本来「愛しさ」と書くのだが「『愛』という漢字は『愛の讃歌』『愛燦燦』『愛のままにわがままに 僕は君だけを傷つけない』等で沢山出てしまったから、他の漢字にする」「『いとしさ』の方がメロディーに合う」という意向から「恋しさ」と表現することにした。
全体的な方向性は「子供が大人になっても、歌える歌」「涼子ちゃんが大人になっても歌える曲」を志向した。2023年にセルフカバー版が発表された時には、篠原は「本当に先が見えてるんだ」と驚いた。

## プロモーション
1994年の発売当時カラオケ店で流れるEpic/Sony Recordsのミュージック・ビデオ (MV) は「ポップス歌手本人が映るのはNG」という規定があった。対して小室は「なぜ演歌ならOKなのに、ポップスでは駄目なのか」と主張し、Epic/Sony Records系列の楽曲で初めて女性アーティスト本人が映るMVをカラオケ店で流すことを許可された。そのため、MV制作は小室が親交の深かったエイベックスが担当するなど、小室は音楽制作だけではなく、どのように露出展開するかまでに言及した。
小室は「力強くて格好良い、自立した大人の女性」の印象を確立するため、篠原に「バラエティ番組ではいくら大笑いしてもいいから、歌う時は『ちょっと怒ってんのかな』って思われてもいいから歯を見せて笑わないで。話さなくてもいい」と指示した。

### アートワーク
アニメーション映画『ストリートファイターII MOVIE』のタイアップがすでに決まっていたため、CDジャケットは「表が篠原のアーティスト写真」「裏はアニメの絵柄」を入れることで、篠原のファン・アニメ方面のファン・原作ゲームのファンのそれぞれをターゲットにできるようにし、店頭で2か所の売り場を確保できるデザインにした。

## タイアップ
タイアップ
オリジナルの表題曲「恋しさと せつなさと 心強さと」は、1994年8月6日公開の東映系アニメーション映画『ストリートファイターII MOVIE』の主題歌として起用された（劇中で挿入歌のように使用されている）。カップリング曲「GooD LucK」は『ストリートファイターII MOVIE』のエンディングテーマとして起用された。
セルフカバー版「恋しさと せつなさと 心強さと 2023」は、カプコンから2023年6月2日に発売された対戦型格闘ゲーム『ストリートファイター6』の日本イメージソングとして起用された。
他媒体での使用
1995年カプコン製作の『ストリートファイターZERO』のゲーム中においても、映画でのシーンを再現した隠しモード「ドラマチックバトル」にて、本曲のインストバージョンがBGMとして使用された。本曲は家庭用ゲーム機への移植版では当初使用されなかったが、2006年発売のPlayStation 2版『ストリートファイターZERO ファイターズ ジェネレーション』で家庭用初収録されている。2015年発売のニンテンドー3DS用ゲームソフト『PROJECT X ZONE 2:BRAVE NEW WORLD』の限定版「オリジナルゲームサウンドエディション」に、本曲が収録されている。また、スーパーストリートファイター2Xが元になった部分が多い『SUPER X-DAY』シリーズのタイトル画面のbgmにも非公式である可能性が高いが使用された。

## 反響・成績
初回出荷は2万5000枚であったが、ロングセラーとなった。小室はNIKKEI STYLEのインタビューの中で、ヒットの要因は『ストリートファイターII MOVIE』であるとし、「映画館に見に行った人の曲の記憶が強くて、それでだんだんじわじわ、夏休み中に売れていったんです」と振り返っている。
累計売上は202.1万枚（オリコン調べ）。日本の女性ソロ歌手で初めてCDシングル売上200万枚を突破し、ダブルミリオンを記録した作品となった。
1994年、本曲で『第45回NHK紅白歌合戦』に初出場した。
2022年、セルフカバーした「恋しさと せつなさと 心強さと 2023」で28年ぶりに『第73回NHK紅白歌合戦』に出場した。

### チャート成績

#### 「恋しさと せつなさと 心強さと」
オリコン初登場は20位以下であったが、徐々に順位が上昇し、1994年9月26日付と、翌々週10月10日付のオリコン週間シングルチャートで1位を獲得した。
1994年9月度・10月度の2か月連続でオリコン月間シングルチャート1位を獲得した。
1994年オリコン年間シングルチャートでは3位だが、累計売上では、年間1位の「innocent world」と年間2位の「ロマンスの神様」を上回っている。
オリコン調べによると、映画タイアップ曲のCDシングルおよび、アニメタイアップ曲のCDシングルにおいて売上歴代1位を記録している。
表題曲「恋しさと せつなさと 心強さと」とカップリング曲「GooD LucK」は、1995年8月21日に発売されたオリジナルアルバム『Lady Generation 〜淑女の世代〜』にも収録されており、こちらでもオリコン週間アルバムチャートで1位を獲得している。

#### 「恋しさと せつなさと 心強さと 2023」
2022年9月17日付のオリコンデイリーデジタルシングル（単曲）ランキングで1位を獲得した。

### 受賞歴
- 1994年 第36回日本レコード大賞 優秀賞[30]
- 1994年 第36回日本レコード大賞 編曲賞[30]
- 1994年 第27回日本有線大賞 有線音楽優秀賞[31]
- 1995年 第9回日本ゴールドディスク大賞 ベスト5シングル賞[32]
- 2019年 平成アニソン大賞 映画主題歌賞（1989年 - 1999年）[33]

### 評価
鹿野淳は「『アイドルグループのメンバー』『カラオケで徹底的に歌いやすい、演歌的とも言えるメロディ展開』『盛り上がれるし、踊れるけど切ない歌』ある意味それらが完璧な化学反応を起こして生まれたヒットだが、その完璧さはその後の小室が数々のヒット曲を生んだこともあり、本楽曲は『平成のヒット必勝法』として位置付けられていった」と評している。

## 収録内容

### 恋しさと せつなさと 心強さと
| 全作詞・作曲・編曲: 小室哲哉。 |                                                         |           |            |                                                                            |      |
| #                              | タイトル                                                | 作詞      | 作曲・編曲 | タイアップ                                                                 | 時間 |
| 1.                             | 「恋しさと せつなさと 心強さと」                        | 小室哲哉  | 小室哲哉   | 東映系アニメーション映画『ストリートファイターII MOVIE』主題歌             | 4:22 |
| 2.                             | 「GooD LucK」                                           | 小室哲哉  | 小室哲哉   | 東映系アニメーション映画『ストリートファイターII MOVIE』エンディングテーマ | 6:45 |
| 3.                             | 「恋しさと せつなさと 心強さと（オリジナル カラオケ）」 | 小室哲哉  | 小室哲哉   |                                                                            | 4:22 |
| 合計時間:                      | 合計時間:                                               | 合計時間: | 15:29      |                                                                            |      |

7inch single盤【完全生産限定盤】
- Side A：恋しさと せつなさと 心強さと
- Side B：恋しさと せつなさと 心強さと [Instrumental]

### 恋しさと せつなさと 心強さと 2023
| 全作詞・作曲・編曲: 小室哲哉。 |                                                          |           |            |                                                                     |      |
| #                              | タイトル                                                 | 作詞      | 作曲・編曲 | タイアップ                                                          | 時間 |
| 1.                             | 「恋しさと せつなさと 心強さと 2023」                    | 小室哲哉  | 小室哲哉   | カプコン対戦型格闘ゲーム『ストリートファイター6』日本イメージソング | 4:19 |
| 2.                             | 「恋しさと せつなさと 心強さと 2023 [Original Karaoke]」 | 小室哲哉  | 小室哲哉   |                                                                     | 4:19 |
| 3.                             | 「恋しさと せつなさと 心強さと 2023 [SF6 Edit]」         | 小室哲哉  | 小室哲哉   |                                                                     | 2:04 |
| 4.                             | 「恋しさと せつなさと 心強さと 2023 [Instrumental]」     | 小室哲哉  | 小室哲哉   |                                                                     | 4:19 |
| 合計時間:                      | 合計時間:                                                | 合計時間: | 15:01      |                                                                     |      |

| #  | タイトル                                             | 作詞 | 作曲・編曲 |
| -- | ---------------------------------------------------- | ---- | ---------- |
| 1. | 「恋しさと せつなさと 心強さと 2023（Music Video）」 |      |            |
| 2. | 「恋しさと せつなさと 心強さと 2023（Making Clip）」 |      |            |

7inch single盤
- Side A：恋しさと せつなさと 心強さと 2023
- Side B：恋しさと せつなさと 心強さと 2023 [Instrumental]

## 発売形態
恋しさと せつなさと 心強さと
|      | リリース日    | レーベル                        | 販売形態                         | 規格品番  |
| ---- | ------------- | ------------------------------- | -------------------------------- | --------- |
| 日本 | 1994年7月21日 | Epic/Sony Records／Cha-DANCE    | 8cmCD                            | ESDB-3495 |
| 日本 | 2024年7月21日 | Sony Music Labels Inc.          | 7inch single盤【完全生産限定盤】 | MHKL-81   |
| 台湾 | 2004年9月21日 | エイベックス(台湾)              | CD                               |           |
| 中国 | 2006年5月15日 | ユニバーサル ミュージック(中国) | CD                               |           |

恋しさと せつなさと 心強さと 2023
| リリース日    | レーベル  | 販売形態               | 規格品番    |
| ------------- | --------- | ---------------------- | ----------- |
| 2022年9月17日 | avex trax | デジタル・ダウンロード |             |
| 2023年9月27日 | avex trax | 12cmCD+Blu-ray Disc    | AVCD-61379B |
| 2023年9月27日 | avex trax | 12cmCD                 | AVCD-61380  |
| 2024年3月27日 | avex trax | 7inch single盤         | AQJH-77634  |

## 収録アルバム
恋しさと せつなさと 心強さと
- サウンドトラック・アルバム『ストリートファイターⅡ オリジナル サウンドトラック』（1994年8月1日）
- オリジナル・アルバム『Lady Generation 〜淑女の世代〜』（1995年8月21日）※オリジナルとExtended Mix収録
- ベスト・アルバム『Sweets-Best of Ryoko Shinohara-』（1997年11月1日）
- コンピレーション・アルバム『ARIGATO 30 MILLION COPIES -BEST OF TK WORKS』（2000年3月23日）
- コンピレーション・アルバム『THE GREATEST HITS - 小室哲哉作品集 - a』（2006年2月22日）
- コンピレーション・アルバム『FUN Greatest Hits of 90's』（2006年3月1日）
- ベスト・アルバム『GOLDEN☆BEST 東京パフォーマンスドール』（2008年11月5日）
- コンピレーション・アルバム『TETSUYA KOMURO ARCHIVES “K”』（2018年6月27日）

GooD LucK
- サウンドトラック・アルバム『ストリートファイターⅡ オリジナル サウンドトラック』（1994年8月1日）
- オリジナル・アルバム『Lady Generation 〜淑女の世代〜』（1995年8月21日）

## カバー
音源として発売されたカバー楽曲。
- Purple Days - シングル「TSUYOKUNARE/恋しさと せつなさと 心強さと」に収録。
- m.o.v.e - アルバム『anim.o.v.e 02』に収録。
- MAX - アルバム『BE MAX』に収録。
- AAA - シングル「ダイジナコト」に収録。
- 吉川友 - アルバム『ボカリスト?』に収録。
- 華原朋美 - アルバム『MEMORIES -Kahara Covers-』に収録。
- Machico - アルバム『COLORS』に収録。
- May'n - アルバム『PEACE of SMILE』に収録。
- mathru(かにみそP) feat. 初音ミク - 『小室哲哉 meets VOCALOID』に収録[注 5]。
- RAISE A SUILEN［レイヤ（Raychell）］ - アルバム『バンドリ！ ガールズバンドパーティ！ カバーコレクション Vol.5』に収録[37]。
- 法月仁（CV.三木眞一郎） - アルバム『『KING OF PRISM-Your Endless Call-み〜んなきらめけ！プリズム☆ツアーズ』Song Collection』収録。劇場アニメ『KING OF PRISM-Your Endless Call-み〜んなきらめけ!プリズム☆ツアーズ』挿入歌。